# Maria Danilewicz Zielińska
Maria Danilewicz Zielińska (ur. 29 maja 1907 w Aleksandrowie Kujawskim, zm. 22 maja 2003 w Quinta das Romazeiras) – polska pisarka, prozaiczka, krytyk literacki, bibliotekarka.

## Życiorys

### Młodość
Była córką Wilhelma Markowskiego, z zawodu aptekarza, i nauczycielki Antoniny Korotyńskiej (córki literata Wincentego Korotyńskiego). Wczesne dzieciństwo spędziła w Aleksandrowie Kujawskim. Już od dzieciństwa bardzo kochała sztukę. Oto fragment jej wypowiedzi o dzieciństwie:
Od kolebki byłam skazana na literaturę. Mając dwanaście lat, zabrałam się do czytania ukradkiem Zapolskiej. Wciąż porządkowałam szafy z książkami, to mi weszło w nawyk.
Ukończyła Gimnazjum im. Marii Konopnickiej we Włocławku, w 1924 zdała maturę. Jako kierunek studiów wybrała polonistykę i romanistykę na Uniwersytecie Warszawskim.
W czasie studiów jej protektorami w zakresie pisarstwa i archiwistyki byli Gabriel Korbut i Antoni Słomiński. W 1927 wyszła za mąż za inżyniera lotnictwa, Ludomira Danilewicza. W 1929 obroniła pracę magisterską i przez następne 10 lat pracowała w Bibliotece Narodowej pod kierownictwem Stefana Dembego. Zajmowała się badaniem zbiorów z Muzeum Polskiego w Rapperswilu oraz zbiorami rewindykowanymi z Sowieckiej Rosji. W tym okresie napisała pierwszą pracę naukową (Szkic o życiu literackim Krzemieńca w latach 1813–1816). W roku 1936 wydano zredagowane przez nią Pisma Zebrane Tymona Zaborowskiego. Była to jej pierwsza praca krytyczna, licząca przeszło 600 stron druku. W 1939, tuż przed wojną mianowano ją kierowniczką Działu Uzupełniania Zbiorów Biblioteki Narodowej.

### Okres wojenny
Ludomir został ewakuowany służbowo i w ten sposób Danilewiczowie wyruszyli przez Rumunię, Jugosławię i Włochy do Paryża. Maria rozpoczęła pracę w Czerwonym Krzyżu, gdzie ratowała cenne rękopisy z Biblioteki Polskiej na Wyspie Św. Ludwika przed wojskami niemieckimi. Opuściła Paryż w 1940 i w lipcu dotarła do Nicei, gdzie poznała Józefa Wittlina i Kazimierza Wierzyńskiego. Oto wypowiedź Wierzyńskiego o Marii:
Danilewiczowa ma dwa serca. Całym sercem należy do Biblioteki i całym sercem należy do pisarstwa. (...) Ta tryskająca życiem osoba, uosobienie ciepła i uczynności, czegokolwiek się podejmie, zawsze doprowadzi do jakiegoś rozumnego skutku, zawsze coś z tego wyniknie, jakiś pożytek, jakieś dobro powszechne.
Wraz z kolejnymi miesiącami wojny Danilewiczowie dalej podróżowali, m.in. przez Lizbonę, gdzie Maria podjęła pracę w Towarzystwie Opieki nad Polakami. W 1943 małżeństwo znalazło się w Londynie. Ludomir zaciągnął się do Polskich Sił Powietrznych, otrzymując przydział do Dywizjonu 304. natomiast Maria podjęła pracę w Biurze Funduszu Kultury Narodowej, pod kierownictwem prof. Jana Hulewicza. Pomagała także przy pracach nad dwutomowym dziełem Straty Kultury Polskiej. Ostatecznie jednak Maria została dyrektorką bibliotek w Glasgow i Edynburgu, gdzie do wypożyczenia były książki w języku polskim. Oto jak Maria Danilewicz wypowiadała się o tym okresie jej życia:
Nie zapomnę, jak w siąpiącym deszczyku pod kamienicą przy Victoria Station czekali ludzie na otwarcie biblioteki. Chcieli jakąkolwiek książkę, byle po polsku. Niemal z godziny na godzinę zaczęły powstawać przedruki słowników, wydawnictw treści religijnej, potem literatury pięknej. Wycinaliśmy nawet z czasopism powieści w odcinkach, sklejaliśmy je i tworzyliśmy takie klocki, które krążyły z rąk do rąk. Drogę, którą przebyły, można było potem prześledzić na wklejonych do książek kartkach: stemplowało się na nich daty zwrotu. W soboty spoza Londynu przyjeżdżali delegaci z odległych miejscowości, brali po dziesięć książek, zaczytywanych potem przez sąsiadów. Poza tym powstał Instytut Bibliotek Wędrownych, na które składały się zestawy po około sto książek, naprawdę pożytecznych. Do dziś w angielskich bibliotekach publicznych są półki z książkami polskimi. (...) Głównym źródłem zaopatrującym nas w książki była Jerozolima. Pamiętam długie rzędy przedruków, na ogół na gazetowym papierze. ‘Trylogia’ w kilkunastu tomikach, Żeromski, Kraszewski, Rodziewiczówna, pozytywiści. Napisałam nawet esej 'Miłosz kontra Kraszewski’ o tym, jak pisarze tak do siebie niepodobni rywalizowali wtedy ze sobą o rząd dusz.
Pisała także w Wiadomościach Polskich, Politycznych i Literackich Mieczysława Grydzewskiego.

### Po wojnie
W 1947 zdała egzamin bibliotekarski w Library Association i uzyskała tytuł Associate of the British Library Association – Chartered Librarian (ALA). Biblioteka wiele razy zmieniała adresy i przetrwała wiele kryzysów, jednak mimo to Maria Danilewicz nie zmieniała stanowiska jako dyrektorka. Za poświęcenie w ratowaniu polskiej biblioteki na emigracji w 1972 uhonorowano ją Krzyżem Oficerskim Orderu Odrodzenia Polski, a w 1993 Krzyżem Komandorskim Orderu Odrodzenia Polski.
Działała w Związku Pisarzy Polskich na Obczyźnie, w Towarzystwie Historycznym i Polskim Towarzystwie Naukowym na Obczyźnie (jako długoletni administrator wydawnictwa, następnie członek zarządu Towarzystwa). Należała także do jury Nagrody Fundacji im. Kościelskich i nagrody tygodnika „Wiadomości”. Laureatka Nagrody Związku Pisarzy Polskich na Obczyźnie w 1958 roku. W 1961 na podstawie pracy Życie naukowe dawnego Liceum Krzemienieckiego uzyskała stopień doktora filozofii w zakresie filologii polskiej na Polskim Uniwersytecie na Obczyźnie. W 1970 za swoją działalność bibliograficzną i bibliotekarską otrzymała Nagrodę Fundacji Alfreda Jurzykowskiego w Nowym Jorku. Dwukrotnie też dostała nagrodę paryskiej „Kultury”. Od 1942 do 1985 Maria Danilewicz pracowała w komitecie redakcyjnym wielkiego dzieła Karoliny Lanckorońskiej pod nazwą Antemurale. Były to roczniki poświęcone dziejom Polski widzianej z Zachodu, które także przygotowywała do druku. Publikowała w „Wiadomościach” pod pseudonimem Szperacz w latach 1952–1963, w rubryce Szkiełko i oko. W 1953 pisywała dla Radia Wolnej Europy i Głosu Ameryki. Jej publikacje ukazywały się także w Kulturze, Dzienniku Polskim i Dzienniku Żołnierza i Tygodniku Polskim, lecz w ojczystym kraju jej twórczość była zakazana, pojawiała się wyłącznie w tzw. „drugim obiegu” (m.in. poprzez Krakowskie Towarzystwo Wydawnicze). Dopiero w 1989 mogła zostać członkiem Stowarzyszenia Pisarzy Polskich, a rok później ukazały się w Polsce jej książki.

### Ostatnie lata
W 1973, po śmierci Ludomira, wyszła powtórnie za mąż za przedwojennego dyplomatę i publicystę, Adama Kazimierza Zielińskiego. Po 31 latach pracy na stanowisku kierowniczki biblioteki, przekazała posadę Zdzisławowi Jagodzińskiemu i wraz z małżonkiem osiadła w Domku pod granatowcem, wybudowanym przez Adama w miasteczku Feijó, na wzgórzu Gato Bravo, nieopodal Lizbony. Podpisała list pisarzy polskich na Obczyźnie, solidaryzujących się z sygnatariuszami protestu przeciwko zmianom w Konstytucji Polskiej Rzeczypospolitej Ludowej (List 59). Maria kolekcjonowała książki, a jej mąż stare mapy. Małżeństwo często zapraszało do swojego domu gości. Kiedy Adam zmarł pod koniec 1991, Maria zaczęła nazywać ich siedzibę jednoosobowym damskim domem trapistów. Fakt, iż nie powróciła do ojczyzny skomentowała w książce Fado o moim życiu słowami: W języku żyje moja Polska na wyciągnięcie ręki. Tę Polskę noszę również z sobą. Ale konkretne moje adresy w Polsce przepadły. Istnieje takie kapitalne określenie: człowiek bez adresu. Już lepiej niech Polska przyjeżdża do mnie.
Została laureatką Nagrody Edytorskiej Polskiego PEN Clubu w 1995. Jej przeogromne archiwum w latach 90. stało się przedmiotem zainteresowania Archiwum Emigracji Uniwersytetu Mikołaja Kopernika w Toruniu, dokąd miało trafić po śmierci właścicielki. Niestety, w styczniu 2001 roku jej niezwykły dom spłonął w pożarze, uratowała się tylko część kolekcji.
Zmarła w Portugalii 22 maja 2003, na 5 dni przed 96 urodzinami. Została pochowana na cmentarzu parafialnym w Aleksandrowie Kujawskim.

## Publikacje
- Blisko i daleko: opowiadania, Londyn: „Veritas”, 1953.
- Dom: powieść, Londyn: „Veritas”, 1956.
- Pierścień z Herkulanum i płaszcz pokutnicy: szkice literackie, Londyn: B. Świderski, 1960.
- Literatura piękna i książka, Londyn: Instytut Badania Zagadnień Krajowych, 1966.
- Kraj lat dziecinnych, Londyn: Puls, 1987.
- Literatura wolnego słowa 1939–1986, Warszawa: KOS, 1987.
- Ludzie z kurzu, Warszawa: J.Z. Golski, 1989.
- Próby przywołań: szkice literackie, Warszawa: Biblioteka „Więzi”, 1992.
- Przygoda bibliofilska, Warszawa: Towarzystwo Przyjaciół Książki ZG, 1995.
- Pierwsza miłość, Warszawa: Biblioteka Narodowa, 1995.
- Opowiadania: wybór, Włocławek: Włocławskie Towarzystwo Naukowe: 1997.
- Biurko Konopnickiej, Warszawa: „Open”, 2000.
- Fado o moim życiu: rozmowy z Włodzimierzem Paźniewskim, Toruń: Biblioteka Uniwersytecka, 2000.
- Polonica portugalskie, Biblioteka „Więzi”, Warszawa 2005, ISBN 83-88032-97-6.

## Literatura dodatkowa
- Jerzy Starnawski, Maria Danilewicz-Zielińska (1907–2003), „Rocznik Biblioteki Naukowej PAU i PAN w Krakowie”, rok LII, 2007, s. 9–27.